# 大津市立小松小学校
大津市立小松小学校（おおつしりつ こまつしょうがっこう）は、滋賀県大津市南小松にある公立小学校。

## 沿革
- 1875年（明治8年）1月8日 - 開校。

## 通学区域
- 北小松、南小松、北比良[1]。

※卒業後は基本的に大津市立志賀中学校に進学する。